# Nieder-Navarra

Lage von Nieder-Navarra im äußersten Südwesten Frankreichs

Nieder-Navarra (auf Französisch Basse-Navarre, auf Baskisch Nafarroa Beherea) ist eine historische Provinz im französischen Teil des Baskenlandes.
Nieder-Navarra zählt 31.750 Einwohner. Bedeutendster Ort ist Saint-Jean-Pied-de-Port (baskisch Donibane Garazi) mit 1553 Einwohnern (Stand: 1. Januar 2014). Die Bevölkerung lebt hauptsächlich von der Landwirtschaft und dem Tourismus.

## Geschichte
Nieder-Navarra bildete zusammen mit den Territorien der heutigen autonomen Gemeinschaft Navarra in Spanien (einst Alta Navarra, Ober-Navarra) bis 1512 das Königreich Navarra. Im Jahr 1512 wurden Ober- und Nieder-Navarra von Ferdinand dem Katholischen erobert und vom Königreich Kastilien annektiert. Aufgrund ständiger Unruhen in der Region zogen sich die Invasoren im Jahr 1530 auf die Südseite der Pyrenäen zurück. Seitdem gab es zwei Königreiche mit dem Namen Navarra, bis die nieder-navarresische und die französische Krone im Jahr 1620 vereinigt wurden.
Innerhalb der französischen Monarchie konnte Navarra Sonderrechte bis zur Französischen Revolution bewahren. Da sich der Adel in Alta Navarra nicht den französischen Königen verpflichtet fühlte und man sich von Kastilien mehr Vorteile versprach, verlief die Integration Alta Navarras in die gesamtspanische Monarchie ohne größere Probleme. Nieder-Navarra wurde bei der Neugliederung Frankreichs 1789 ein Teil des Départements Basses-Pyrénées (heute Département Pyrénées-Atlantiques).

## Sprache
Offizielle Sprache ist Französisch, doch ist die baskische Sprache sehr verbreitet. Mehr als 61 % der Bevölkerung sprechen Baskisch als Muttersprache. In einigen Tälern wird Okzitanisch gesprochen.